# Ciudad Universitaria (Línea I del Subte De Buenos Aires)
Ciudad Universitaria será una futura estación de la línea I de la red de subterráneos de la Ciudad de Buenos Aires. en concreto, es la planificada cabecera norte de la segunda etapa de tal línea.
Se prevé su construcción en las cercanías de la Ciudad Universitaria, de tal el nombre.

Tendrá una cercanía con el Ferrocarril Belgrano norte en la estación Ciudad Universitaria.